# Józef Rzewuski
Józef Rzewuski herbu Krzywda (ur. 1739, zm. 1816) – starosta drohobycki, generał-lejtnant wojsk koronnych w 1758 roku, poseł, bibliofil i kolekcjoner. 

## Życiorys
Syn Wacława Piotra Rzewuskiego, brat Seweryna i Stanisława Ferdynanda. Był bezżenny.
Poseł podolski na sejm 1754 roku. Był posłem z województwa podolskiego na sejm 1758 roku. Poseł na sejm 1762 roku z województwa podolskiego.  7 maja 1764 roku jako poseł z ziemi chełmskiej na sejm konowkacyjny podpisał manifest, uznający odbywający się w obecności wojsk rosyjskich sejm za nielegalny. W 1766 roku był posłem na Sejm Czaplica z województwa podolskiego. Członek konfederacji radomskiej. W załączniku do depeszy z 2 października 1767 roku do prezydenta Kolegium Spraw Zagranicznych Imperium Rosyjskiego Nikity Panina, poseł rosyjski Nikołaj Repnin określił go jako posła wątpliwego dla realizacji rosyjskich planów na sejmie 1767 roku, poseł ziemi chełmskiej na sejm 1767 roku.
W 1779 roku został kawalerem Orderu Świętego Stanisława.